# Craig G
Craig Curry (New York, 24 maart 1973), beter bekend als Craig G, is een Amerikaanse rapper. In 1985 werd hij lid van de Juice Crew. Hij kwam onder contract te staan bij Cold Chillin' Records.
Allmusic noemt zijn 'hardcore-raps' een mijlpaal in de geschiedenis van rap, onder andere de Wu-Tang Clan is hierdoor geïnspireerd geraakt. Zijn manier van een rapbattle te winnen werd onder andere gebruikt door de tegenstanders van Eminem in de film 8 Mile.

## Discografie
- 1989 - The Kingpin
- 1991 - Now, That's More Like It
- 2003 - This Is Now
- 2008 - Operation: Take Back Hip-Hop (met Marley Marl)

- International Standard Name Identifier: 0000 0000 5213 890X
- Library of Congress Control Number: no98013448
- MusicBrainz: a5b58344-4e47-492a-8f54-b0590cdbcc9e
- Virtual International Authority File: 4541486
- WorldCat: E39PBJymDwmyWQBgbTRpGpDTHC